# 広州南駅
座標: 北緯22度59分29秒 東経113度15分51秒 / 北緯22.99139度 東経113.26417度
広州南駅（こうしゅうみなみ-えき）は、中華人民共和国広東省広州市番禺区にある中国鉄路総公司（中国国鉄）・広州地下鉄と仏山地下鉄の駅である。2010年の開業時は中国最大級の駅といわれた。広州の都心から南に15㎞の位置にあり以前は田園地帯であったが駅周辺は急速に開発が進んでいる。現在は広州駅、広州北駅、広州東駅と共に広州の４大ターミナルの一つとなっている。

## 利用可能な鉄道路線
中国国鉄広州局
広深港高速鉄道
武広旅客専用線
広珠都市間鉄道
南広線
貴広旅客専用線
広州地下鉄
■2号線
■7号線
■22号線
仏山地下鉄
■2号線

## 駅構造

### 中国国鉄広州局
- ホーム階は2階にある。相対式ホーム2面と島式ホーム13面の高架駅。

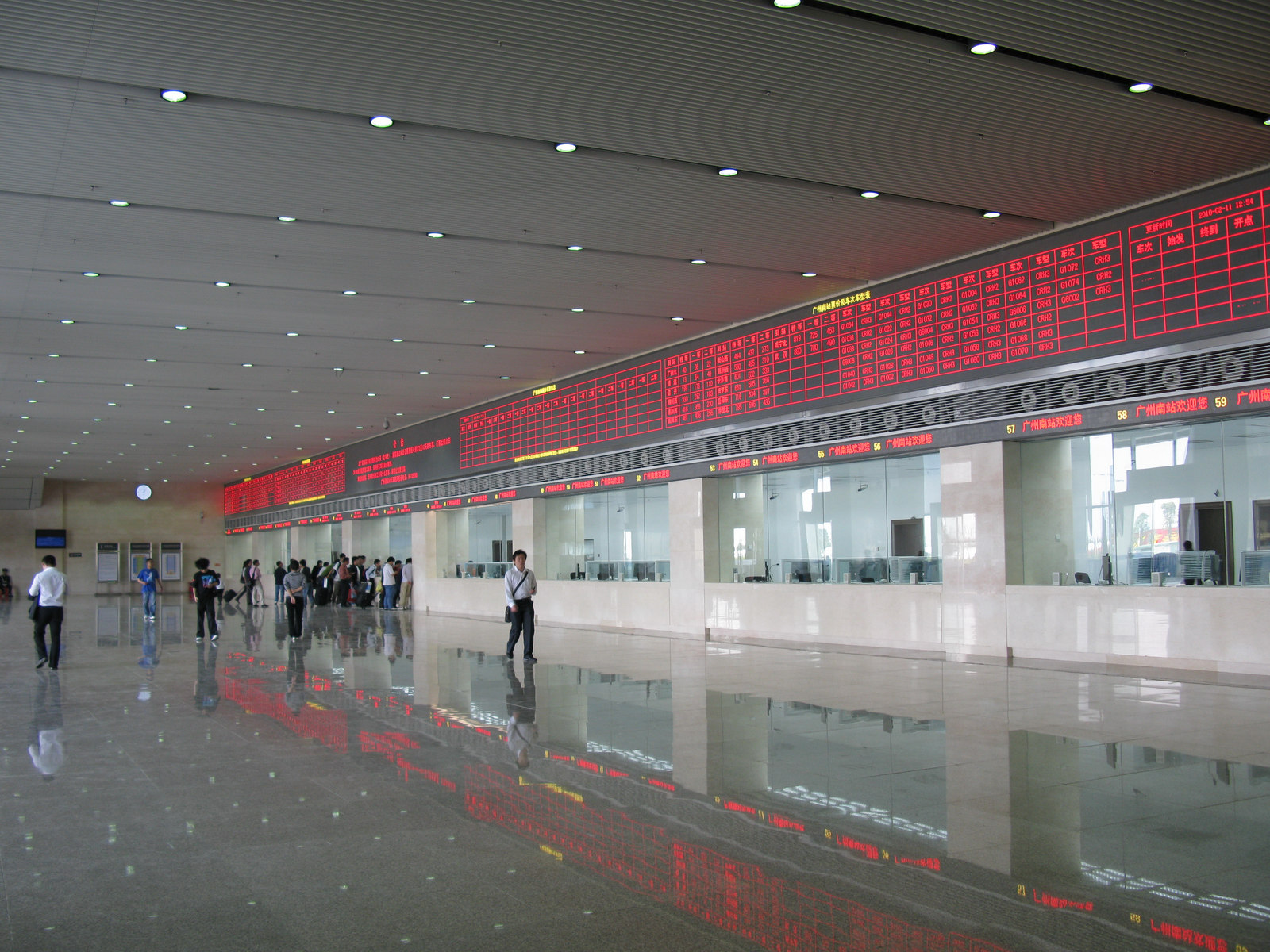
切符売り場
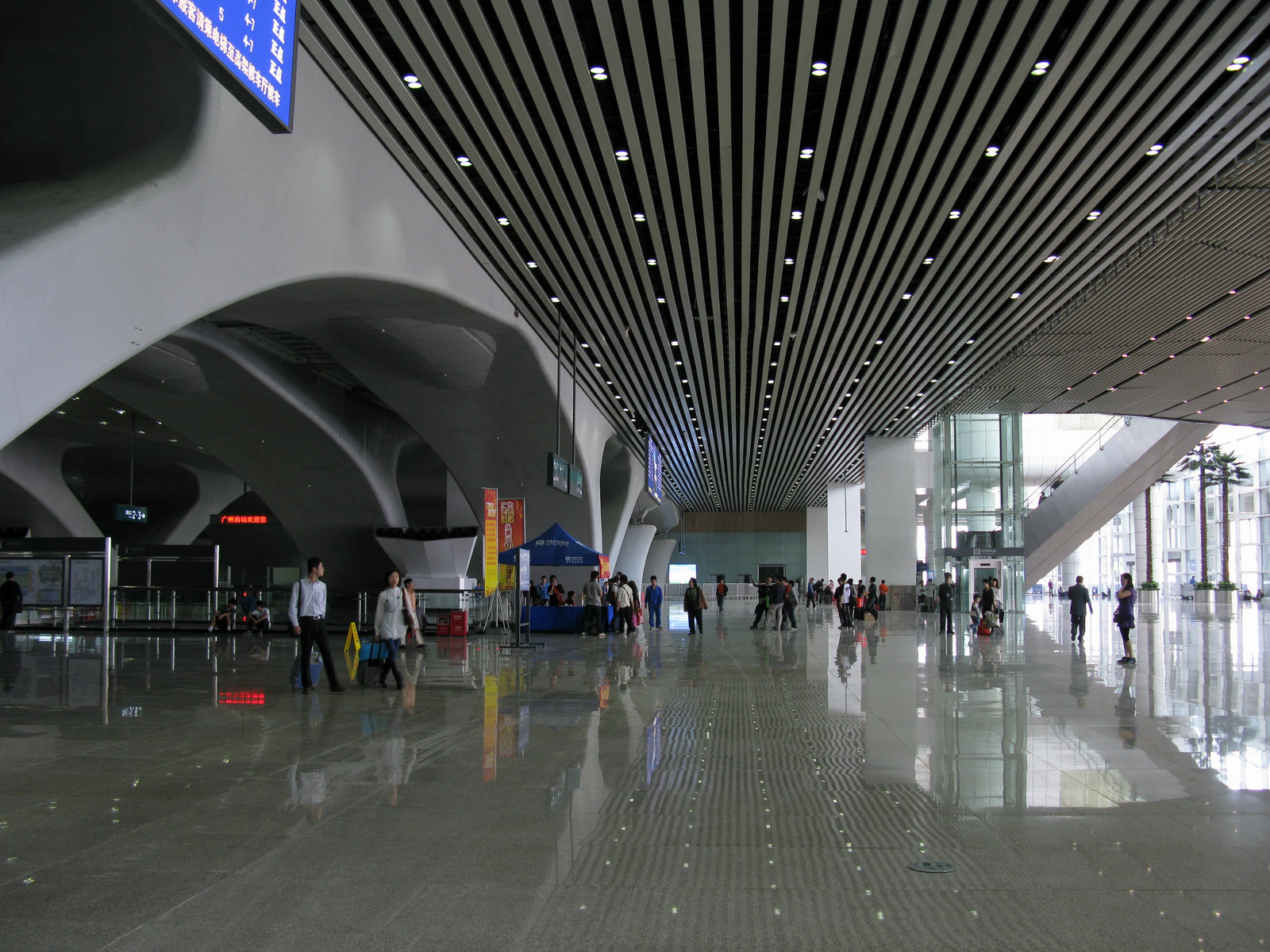
１F
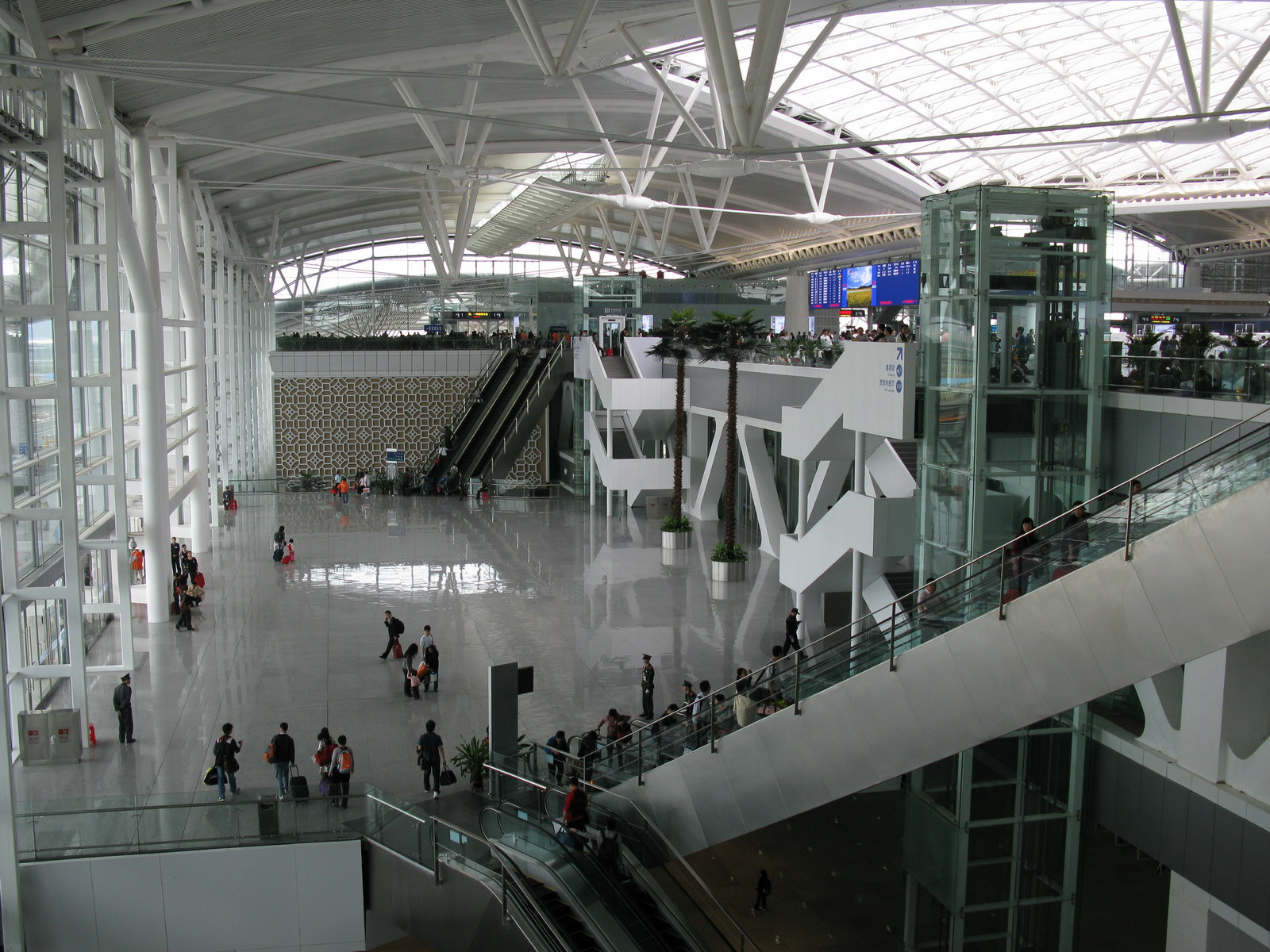
２F
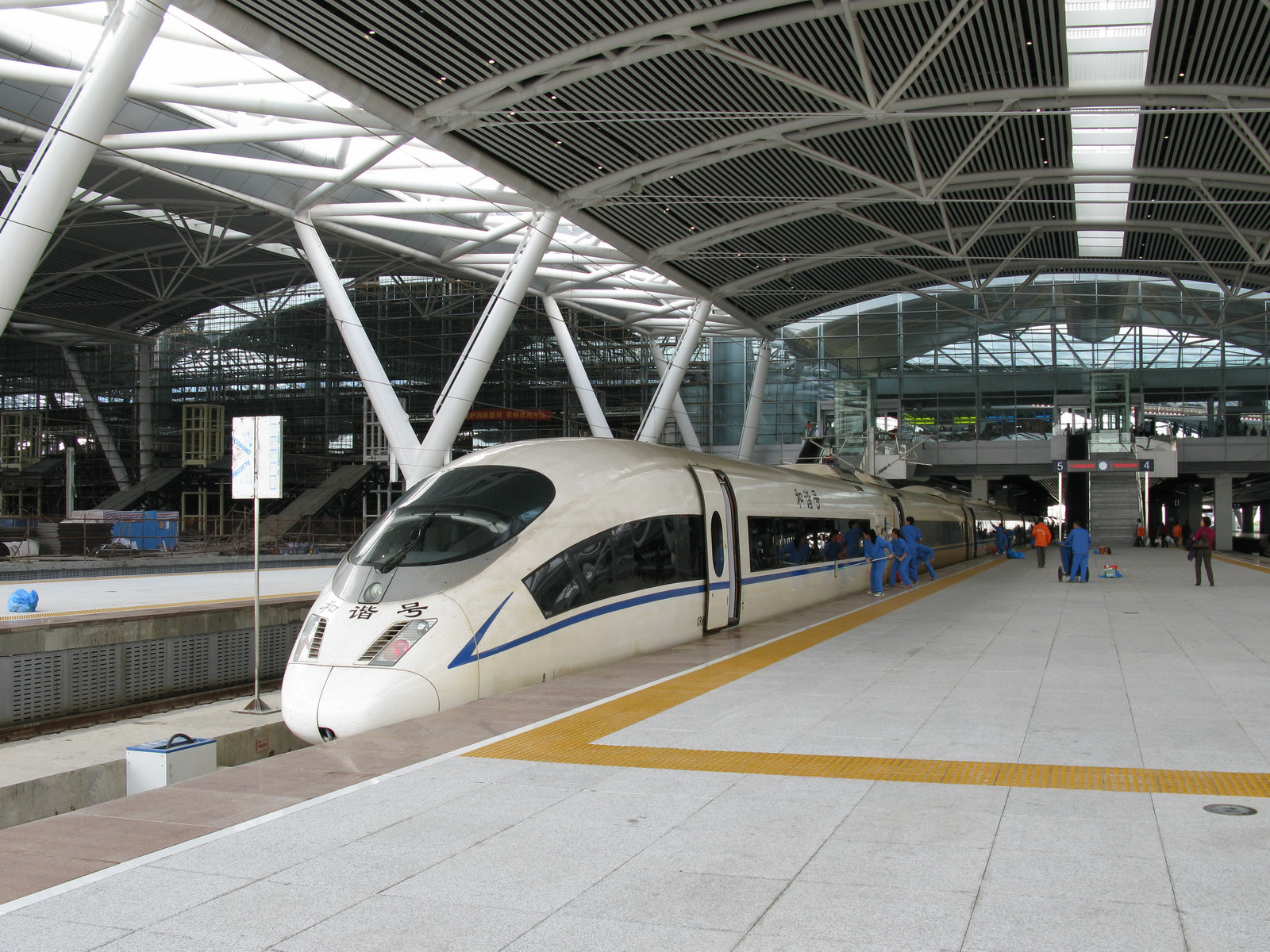
プラットフォーム

| 番線   | 路線                               | 行先                                                            |
| ------ | ---------------------------------- | --------------------------------------------------------------- |
| 1 - 28 | 京広・南広・貴広高速鉄道           | 長沙南・武漢・石家荘・北京西・南寧東・昆明 · 桂林西・貴陽北方面 |
| 1 - 28 | 広珠城際・広仏環線・広深港高速鉄道 | 新会・珠海・深圳北・香港西九龍・仏山西方面                      |

### 広州地下鉄
単式と島式の複合ホーム3面4線の地下駅。ホームの片方は乗車専用で、もう片方は降車専用である。

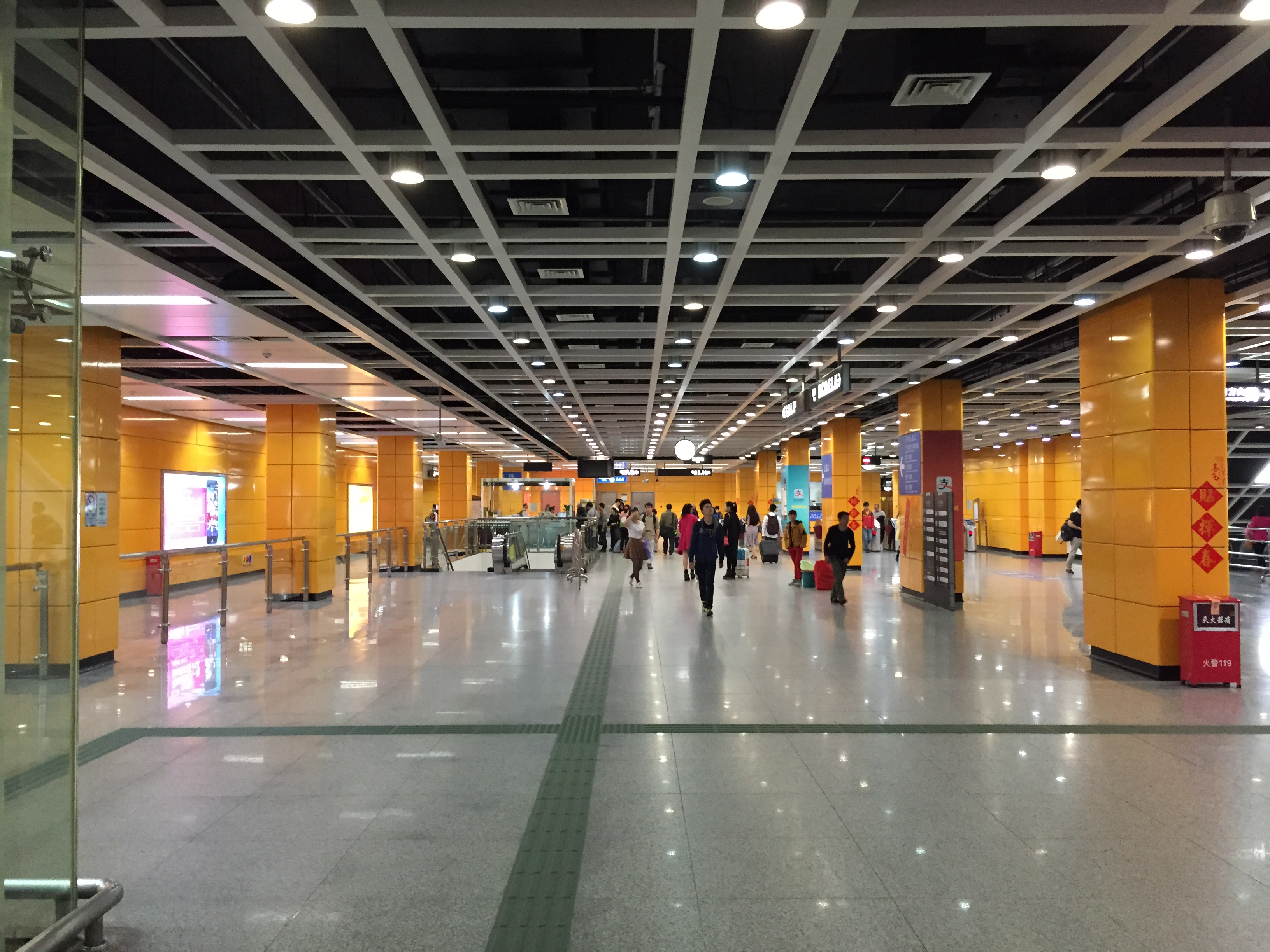
コンコース
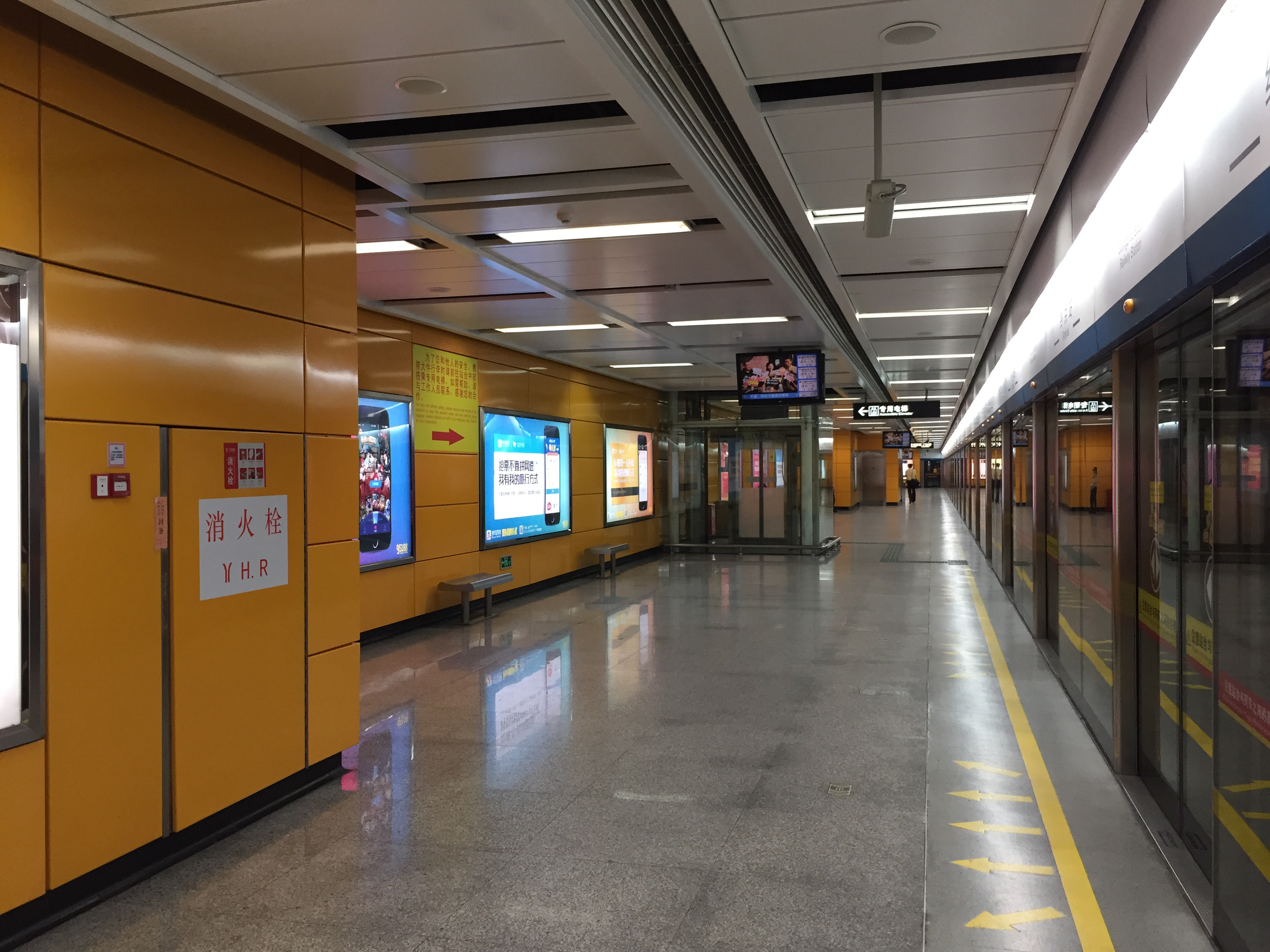
2号線ホーム
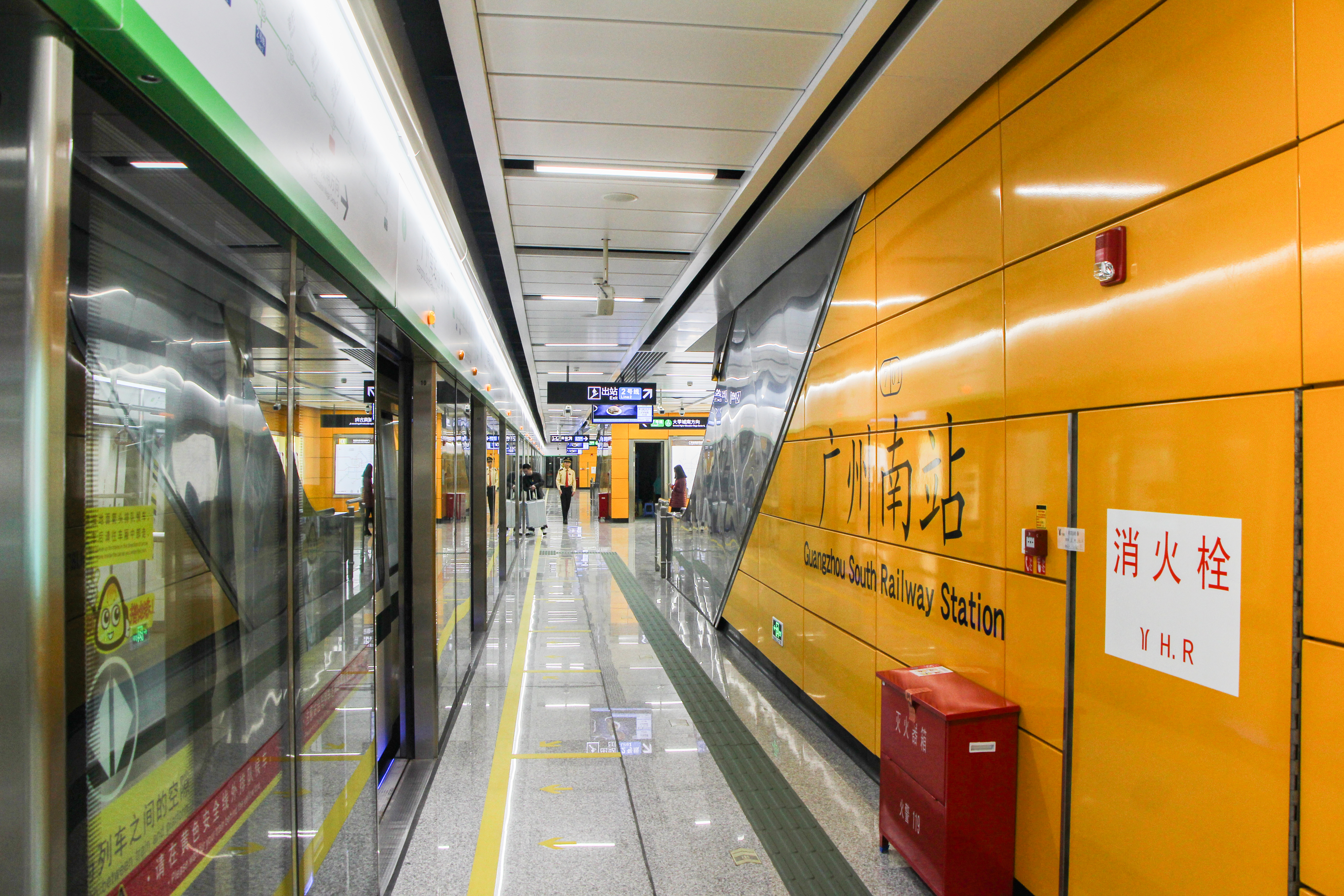
7号線ホーム
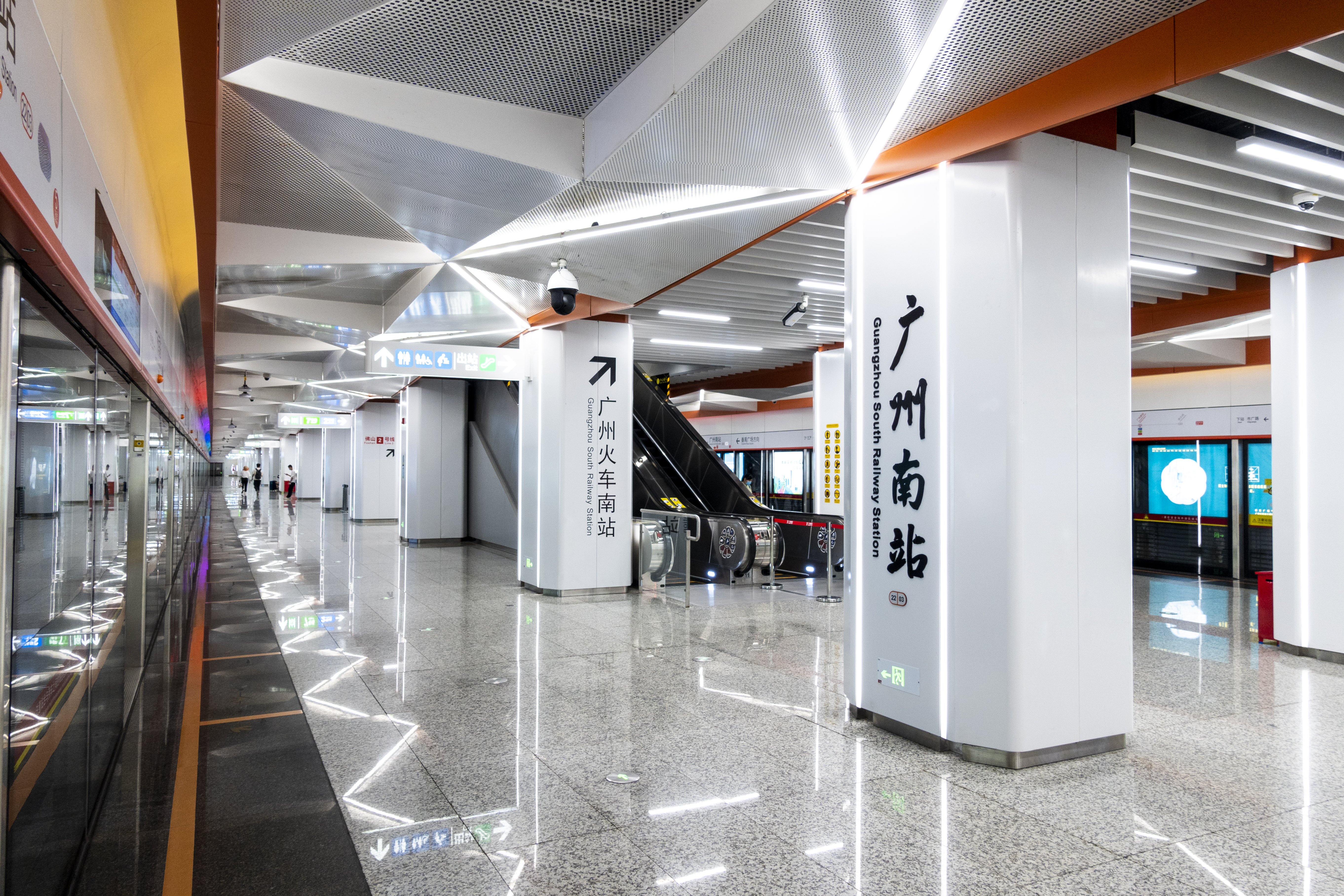
22号線ホーム
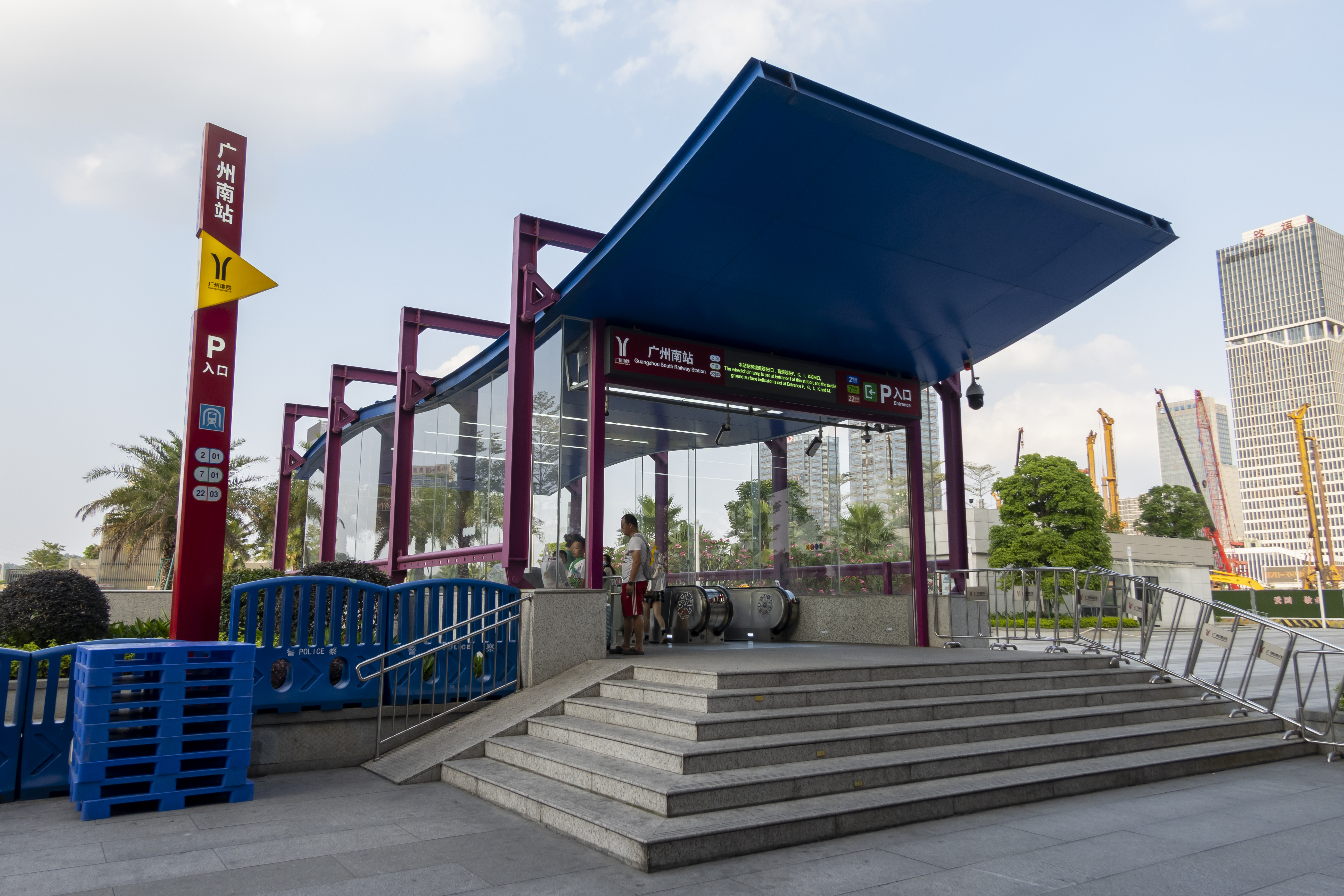
出口P

| 地面    |                                      | 広州南駅到着フロア・広州南駅東広場 仏山2号線へ乗換可能（改札外）     |                              |
| 地下1階 | 連絡通路                             | 広州2号線・7号線コンコースと仏山2号線コンコースを連絡（改札内）      |                              |
|         | 共通コンコース ■広州2号線 ■広州7号線 | 改札口、自動券売機、サービスセンター、駅商店、駅警備室、セキュリティ |                              |
|         | 連絡通路                             | 広州2号線・7号線コンコースと地下2階通路を連絡 広州22号線へ乗換可能   |                              |
| 地下2階 | 相対式ホーム、右側の扉が開く         | 相対式ホーム、右側の扉が開く                                         | 相対式ホーム、右側の扉が開く |
|         | 2番線                                | 広州2号線 終点駅 降車ホーム                                          |                              |
|         | 1番線                                | 広州2号線 石壁へ（嘉禾望崗方面）                                     |                              |
|         | 島式ホーム、右側の扉が開く           |                                                                      |                              |
|         | 4番線                                | 広州7号線 大洲へ（美的大道方面）                                     |                              |
|         | 3番線                                | 広州7号線 石壁へ（燕山方面）                                         |                              |
|         | 相対式ホーム、右側の扉が開く         |                                                                      |                              |
|         |                                      |                                                                      |                              |
|         | 連絡通路                             | 広州22号線コンコースと地下1階通路を連絡 広州2号線・7号線へ乗換可能   |                              |
|         | 東コンコース ■広州22号線             | 改札口、自動券売機、サービスセンター、駅商店、駅警備室、セキュリティ |                              |
|         | 連絡通路                             | 広州22号線コンコースと都市間鉄道番禺駅コンコースを連絡（改札外）     |                              |
| 地下3階 | 連絡通路                             | 広州22号線コンコースとホーム、 広州2号線・7号線ホームを連絡          |                              |
|         | 設備フロア                           | 駅設備                                                               |                              |
| 地下4階 | 6番線                                | 広州22号線 市広路へ（番禺広場方面）                                  |                              |
|         | 島式ホーム、左側の扉が開く           |                                                                      |                              |
|         | 5番線                                | 広州22号線 陳頭崗へ（陳頭崗方面）                                    |                              |

### 仏山地下鉄

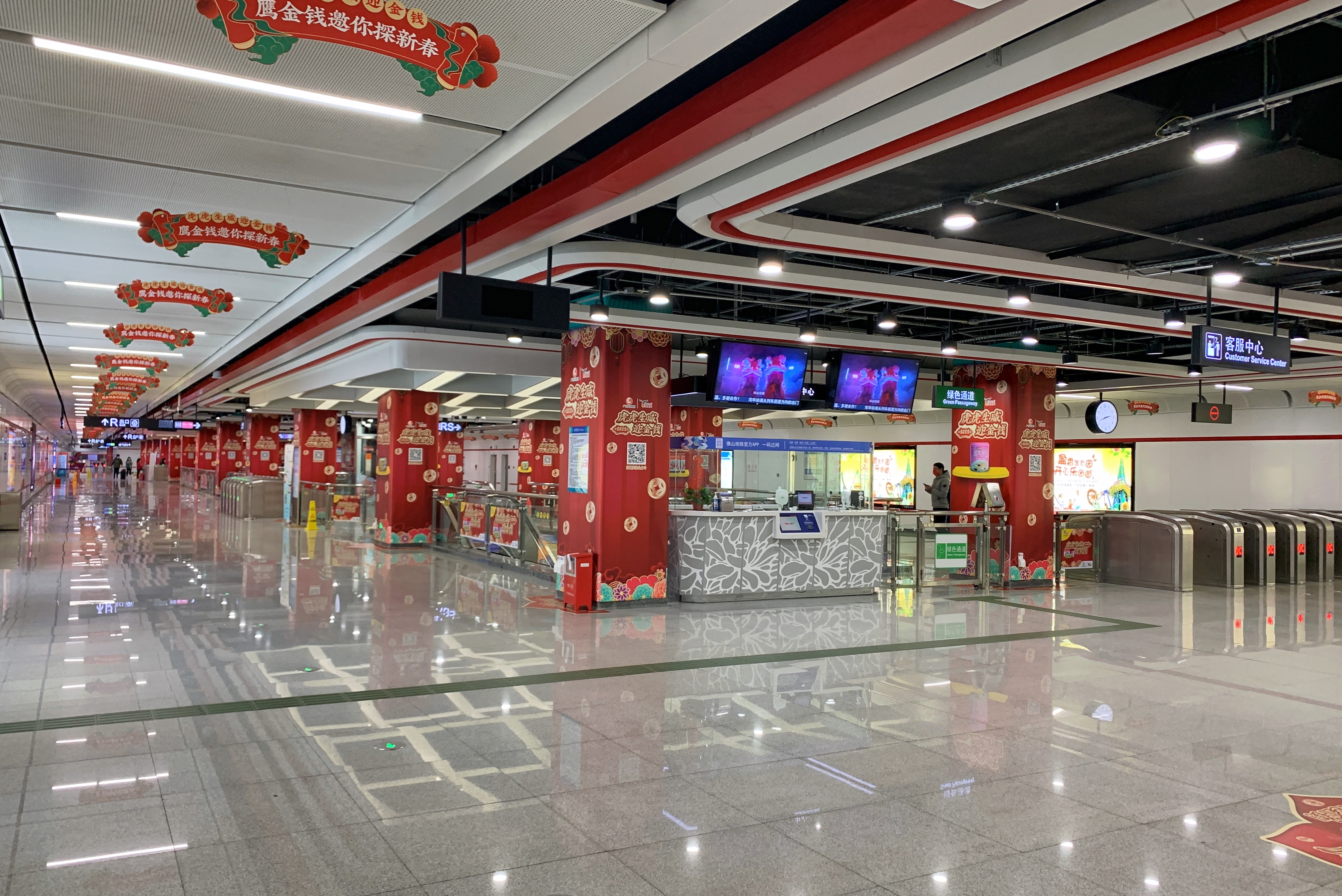
コンコース
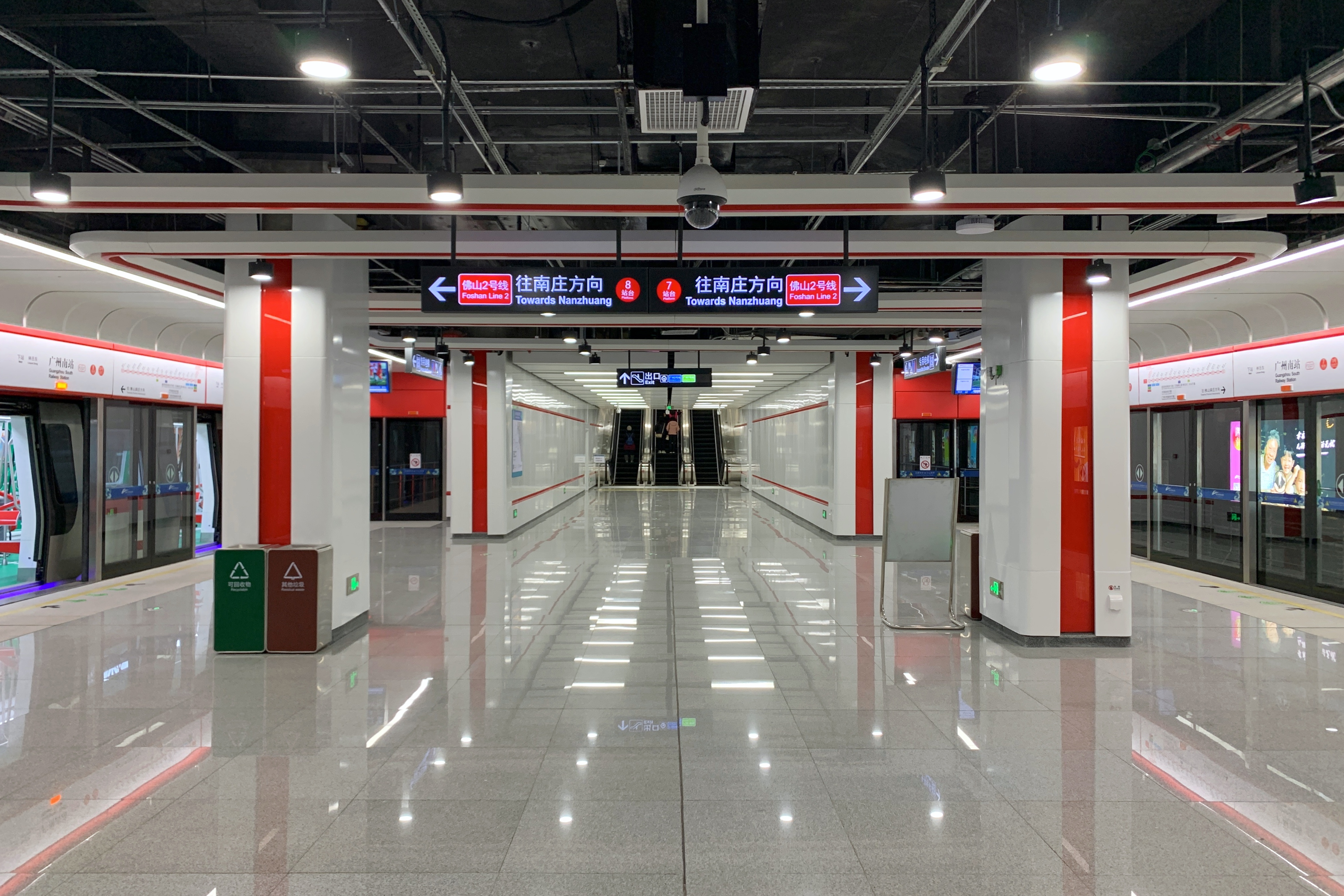
ホーム

| 地面         |                                                                           | 広州南駅西広場 広州2号線・7号線・22号線へ乗換可能（改札外）          |  |
|              | 西コンコース ■仏山2号線                                                   | 改札口、自動券売機、サービスセンター、駅商店、駅警備室、セキュリティ |  |
| 地下1階      | 連絡通路                                                                  | 仏山2号線と広州2号線・7号線・22号線コンコースを連絡（改札内）        |  |
| 地下4階      | 8番線                                                                     | 仏山2号線 林岳東へ（南荘方面）                                       |  |
|              | \| 島式ホーム、 \| 左側の扉が開く \| \| 島式ホーム、 \| 右側の扉が開く \| |                                                                      |  |
| 地下4階      | 7番線                                                                     | 仏山2号線 林岳東へ（南荘方面）                                       |  |
| 島式ホーム、 | 左側の扉が開く                                                            |                                                                      |  |
| 島式ホーム、 | 右側の扉が開く                                                            |                                                                      |  |

## 歴史
- 2010年1月30日 - 武広旅客専用線開業。
- 2010年9月25日 - 広州地下鉄2号線開業。
- 2011年12月26日 - 広深港高速鉄道(広州南 - 深圳北間)で営業開始。
- 2012年12月26日 - 京石・石武旅客専用線が全線開通、北京方面の直通列車運行開始。
- 2014年12月26日 - 貴広線、南広線開業。
- 2016年12月28日 - 広州地下鉄7号線開業。
- 2021年12月28日 - 仏山地下鉄2号線開業。

## 隣の駅
中国国鉄
広深港高速鉄道
広州南駅 - 慶盛駅
武広旅客専用線
広州北駅 - 広州南駅
広珠都市間鉄道
広州南駅 - 碧江駅
南広線
仏山西駅 - 広州南駅
貴広線
仏山西駅 - 広州南駅
広州地下鉄
■2号線
広州南駅 201 - 石壁駅 202
■7号線
大洲駅 701-1 - 広州南駅 701 - 石壁駅 702
■22号線
陳頭崗駅 2204 - 広州南駅 2203 - 市広路駅 2202
仏山地下鉄
■2号線
林岳東駅 F226 - 広州南駅 F227